# Fallceon grandis
Fallceon grandis is een haft uit de familie Baetidae. De wetenschappelijke naam van de soort is voor het eerst geldig gepubliceerd in 2007 door Gonzalez-Lazo & Salles.
De soort komt voor in het Neotropisch gebied.